# Martika
Martika (* 18. Mai 1969 als Marta Marrero in Whittier, Kalifornien) ist eine US-amerikanische Sängerin und Schauspielerin kubanischer Abstammung. Im Sommer 1989 hatte sie ihren größten Erfolg mit dem Titel Toy Soldiers, der die Spitze der US-Charts erreichte.

## Werdegang und Karriere
Bereits als Kind stand Martika als Gloria in der Show Kids, Incorporated (Disney Channel) vor der Kamera. 1982 spielte sie in dem Musical Annie eine der Waisen. Fortan war sie häufig in dem Kinder-TV-Programm des Senders zu sehen.
Im Herbst 1988 erschien mit More Than You Know die erste Single von Martika, mit der sie in die Top 20 vordringen konnte. Mit ihrer zweiten Veröffentlichung, Toy Soldiers, gelang ihr Mitte 1989 der Sprung auf Platz 1 der US-Charts. 1990 schrieb Martika für den Soundtrack des Spielfilms Arachnophobia den Song Blue Eyes Are Sensitive to the Light. Da den Produzenten ihre Stimme aber nicht gefiel, sang Sara Hickman im Film den Titel.
1991 schrieb der US-Musiker Prince einige Songs für Martika. Das aus dieser Kooperation entstandene Album Martika’s Kitchen war in den USA kommerziell nicht erfolgreich, doch die Single Love… Thy Will Be Done entwickelte sich zum Favoriten der Radiosender. In den 1990er Jahren versuchte Martika, ihre Karriere als Schauspielerin voranzutreiben, jedoch ohne Erfolg. 
2003 gründete sie mit ihrem Ehemann, dem Musiker Michael Mozart, die Band Oppera. Anfang 2005 wurde ihr Song Toy Soldiers von Eminem gesampelt; mit Like Toy Soldiers erreichte der US-amerikanische Rapper Platz eins in den britischen Singlecharts.

## Diskografie

### Alben
| Jahr | Titel             | Höchstplatzierung, Gesamtwochen, AuszeichnungChartplatzierungen (Jahr, Titel, Platzierungen, Wochen, Auszeichnungen, Anmerkungen) | Höchstplatzierung, Gesamtwochen, AuszeichnungChartplatzierungen (Jahr, Titel, Platzierungen, Wochen, Auszeichnungen, Anmerkungen) | Höchstplatzierung, Gesamtwochen, AuszeichnungChartplatzierungen (Jahr, Titel, Platzierungen, Wochen, Auszeichnungen, Anmerkungen) | Höchstplatzierung, Gesamtwochen, AuszeichnungChartplatzierungen (Jahr, Titel, Platzierungen, Wochen, Auszeichnungen, Anmerkungen) | Höchstplatzierung, Gesamtwochen, AuszeichnungChartplatzierungen (Jahr, Titel, Platzierungen, Wochen, Auszeichnungen, Anmerkungen) | Anmerkungen                                                                             |
| Jahr | Titel             | DE | AT | CH | UK | US | Anmerkungen                                                                             |
| ---- | ----------------- | --- | --- | --- | --- | --- | --------------------------------------------------------------------------------------- |
| 1988 | Martika           | — | AT18 (6 Wo.)AT | CH11 (7 Wo.)CH | UK11 Platin · (37 Wo.)UK | US15 Gold · (39 Wo.)US | Erstveröffentlichung: Oktober 1988 Aufnahme: Trax Recording Studio, Hollywood, Mai 1988 |
| 1991 | Martika’s Kitchen | DE51 (5 Wo.)DE | — | — | UK15 Gold · (5 Wo.)UK | US111 (9 Wo.)US | Erstveröffentlichung: September 1991                                                    |

### Kompilationen
- 1993: Twelve Inch Mixes
- 1997: More Than You Know – The Best Of
- 2004: Toy Soldiers – The Best Of
- 2004: Love … Thy Will Be Done

### Singles
| Jahr | Titel Album                              | Höchstplatzierung, Gesamtwochen, AuszeichnungChartplatzierungen (Jahr, Titel, Album, Platzierungen, Wochen, Auszeichnungen, Anmerkungen) | Höchstplatzierung, Gesamtwochen, AuszeichnungChartplatzierungen (Jahr, Titel, Album, Platzierungen, Wochen, Auszeichnungen, Anmerkungen) | Höchstplatzierung, Gesamtwochen, AuszeichnungChartplatzierungen (Jahr, Titel, Album, Platzierungen, Wochen, Auszeichnungen, Anmerkungen) | Höchstplatzierung, Gesamtwochen, AuszeichnungChartplatzierungen (Jahr, Titel, Album, Platzierungen, Wochen, Auszeichnungen, Anmerkungen) | Höchstplatzierung, Gesamtwochen, AuszeichnungChartplatzierungen (Jahr, Titel, Album, Platzierungen, Wochen, Auszeichnungen, Anmerkungen) | Höchstplatzierung, Gesamtwochen, AuszeichnungChartplatzierungen (Jahr, Titel, Album, Platzierungen, Wochen, Auszeichnungen, Anmerkungen) | Anmerkungen |
| Jahr | Titel Album                              | DE | AT | CH | UK | US | Dance | Anmerkungen |
| ---- | ---------------------------------------- | --- | --- | --- | --- | --- | --- | --- |
| 1988 | More Than You Know Martika               | — | — | — | UK15 (7 Wo.)UK | US18 (20 Wo.)US | Dance12 (7 Wo.)Dance | Erstveröffentlichung: Oktober 1988 Autoren: Martika, Marvin Morrow, Michael Jay Produzent: Michael Jay                     |
| 1989 | Toy Soldiers Martika                     | DE5 (20 Wo.)DE | — | CH3 (17 Wo.)CH | UK5 Silber · (11 Wo.)UK | US1 Gold · (20 Wo.)US | — | Erstveröffentlichung: 26. April 1989 Autoren: Martika, Michael Jay                                                         |
| 1989 | I Feel the Earth Move Martika            | DE20 (16 Wo.)DE | AT4 (12 Wo.)AT | CH22 (3 Wo.)CH | UK7 (14 Wo.)UK | US25 (11 Wo.)US | Dance20 (8 Wo.)Dance | Erstveröffentlichung: Juli 1989 Autor: Carole King (Original von 1971)                                                     |
| 1990 | Water Martika                            | — | — | — | UK59 (3 Wo.)UK | — | — | Erstveröffentlichung: Dezember 1989 Autoren: Larry Treadwell, Martika, Sue Sheridan                                        |
| 1991 | Love… Thy Will Be Done Martika’s Kitchen | DE26 (20 Wo.)DE | — | CH26 (1 Wo.)CH | UK9 (9 Wo.)UK | US10 (15 Wo.)US | — | Erstveröffentlichung: August 1991 Autor: Prince, Martika Produzenten: Martika, Paisley Park Records                        |
| 1991 | Martika’s Kitchen                        | DE40 (10 Wo.)DE | — | — | UK17 (10 Wo.)UK | US93 (2 Wo.)US | — | Erstveröffentlichung: November 1991 Autor: Prince Produzenten: Martika, Paisley Park Records                               |
| 1992 | Coloured Kisses Martika’s Kitchen        | DE83 (5 Wo.)DE | — | — | UK41 (3 Wo.)UK | — | — | Erstveröffentlichung: Februar 1992 Autoren: Martika, Frankie Blue, Les Pierce Produzenten: Robert Clivillés und David Cole |

Weitere Singles
- 1987: We Are Music (als Martika and the We Ares)
- 1989: Special Touch (feat. Toy Soldiers; Japanese Version)
- 1990: Martika (EP)
- 1992: Safe in the Arms of Love
- 1992: Spirit
- 2012: Flow with the Go

### Videoalben
- 1990: Martika (VHS)
- 1990: For You (Laserdisc)

## Auszeichnungen für Musikverkäufe
| Goldene Schallplatte - Australien - 1991: für das Album Martika’s Kitchen - Japan - 1990: für das Album Martika - Kanada - 1989: für die Single Toy Soldiers - Neuseeland - 1989: für das Album Martika - Schweden - 1989: für die Single Toy Soldiers - Spanien - 1989: für das Album Martika - 1991: für das Album Martika’s Kitchen | Platin-Schallplatte - Australien - 1990: für die Single Toy Soldiers - 1990: für die Single I Feel the Earth Move - 1991: für die Single Love… Thy Will Be Done - Kanada - 1989: für das Album Martika 2× Platin-Schallplatte - Australien - 1991: für das Album Martika |

Anmerkung: Auszeichnungen in Ländern aus den Charttabellen bzw. Chartboxen sind in ebendiesen zu finden.
| Land/RegionAuszeichnungen für Musikverkäufe (Land/Region, Auszeichnungen, Verkäufe, Quellen) | Silber  | Gold       | Platin     | Verkäufe  | Quellen                           |
| -------------------------------------------------------------------------------------------- | ------- | ---------- | ---------- | --------- | --------------------------------- |
| Australien (ARIA)                                                                            | —       | Gold1      | 5× Platin5 | 385.000   | aria.com.au                       |
| Japan (RIAJ)                                                                                 | —       | Gold1      | —          | 100.000   | riaj.or.jp                        |
| Kanada (MC)                                                                                  | —       | Gold1      | Platin1    | 150.000   | musiccanada.com                   |
| Neuseeland (RMNZ)                                                                            | —       | Gold1      | —          | 10.000    | aotearoamusiccharts.co.nz         |
| Schweden (IFPI)                                                                              | —       | Gold1      | —          | 25.000    | sverigetopplistan.se              |
| Spanien (Promusicae)                                                                         | —       | 2× Gold2   | —          | 100.000   | Sólo éxitos: año a año, 1959–2002 |
| Vereinigte Staaten (RIAA)                                                                    | —       | 2× Gold2   | —          | 1.000.000 | riaa.com                          |
| Vereinigtes Königreich (BPI)                                                                 | Silber1 | Gold1      | Platin1    | 600.000   | bpi.co.uk                         |
| Insgesamt                                                                                    | Silber1 | 10× Gold10 | 7× Platin7 |           |                                   |